# Fuente Vaqueros
Fuente Vaqueros är en ort och kommun i provinsen Granada i den autonoma regionen Andalusien i södra Spanien. Orten ligger cirka 17 kilometer nordväst om Granada. Kommunen har 4 625 invånare (2024), på en yta av 16,07 km².